# STS-51
STS-51 var en flygning i det amerikanska rymdfärjeprogrammet med rymdfärjan Discovery. Den sköts upp från Pad 39B vid Kennedy Space Center i Florida den 12 september 1993. Efter nästan tio dagar i omloppsbana runt jorden återinträdde rymdfärjan i jordens atmosfär och landade vid Kennedy Space Center.

## Besättning
- Frank L. Culbertson
- William F. Readdy
- James H. Newman
- Daniel W. Bursch
- Carl E. Walz